# Fiona McIntosh (rugby à XV)
Pour l'autrice, voir Fiona McIntosh.
Pour les articles homonymes, voir McIntosh.
Pas d'image ? Cliquez ici

a Compétitions nationales et continentales officielles uniquement.

b Matchs officiels uniquement.
Dernière mise à jour le 1 juin 2025.
Fiona McIntosh, née le 25 octobre 1999 à Londres (Angleterre), est une joueuse internationale écossaise de rugby à XV évoluant au poste de deuxième ligne. Elle joue en Championnat d'Angleterre, aux Harlequins.

## Biographie
Née le 25 octobre 1999 à Londres en Angleterre, Fiona McIntosh commence la pratique du rugby à XV à sept ans à l'école de rugby du Old Alleynians RFC, où joue son frère. Adolescente, elle met le rugby entre parenthèses pendant trois ans pour se consacrer à l'aviron. Elle reprend l'ovale au Hartpury College.
Elle joue pendant deux saisons au Richmond FC (en), période où elle joue avec l'équipe d'Angleterre des moins de 20 ans. En 2020, elle signe aux Saracens où elle remporte la Premiership 2022.
Née d'un père écossais, elle reste sélectionnable par l'Écosse, et à l'automne 2023 elle est appelée pour disputer la première édition du WXV 2, organisée en Afrique du Sud. Elle ne dispute aucun match et n'est donc pas encore capée internationale écossaise.
Fin décembre 2023, elle renforce ponctuellement l'équipe d'Édimbourg Rugby pour le Celtic Challenge. En février 2024, elle est sélectionnée pour le Tournoi des Six Nations. Elle fait une première feuille de match internationale lors de la deuxième journée, à Édimbourg, mais n'entre pas en jeu contre la France. Finalement, elle obtient sa première cape contre l'Angleterre deux semaines plus tard, titularisée en remplacement d'Emma Wassell, blessée.
En 2024-2025, elle est sélectionnée pour le WXV, dont elle joue la première rencontre contre l'Italie (19-0). Cette saison, elle ne dispute que deux matchs de Premiership avec les Saracens. À la fin de la saison, elle rejoint les Harlequins.[réf. nécessaire]
Elle a obtenu un master en santé globale au King's College.

## Palmarès
- Vainqueur du Championnat d'Angleterre en 2022.